# Gérard Saillant
Gérard Saillant (9 marzo 1945) è un chirurgo francese, ortopedico e traumatologo. Era chirurgo all'ospedale universitario di Pitié-Salpêtrière, impegnato in politica e sport professionistico. Oggi è presidente del Institut du cerveau et de la moelle épinière (Istituto del Cervello e del Midollo spinale - ICM).

## Formazione
Era capo del dipartimento di chirurgia ortopedica e traumatologica presso l'ospedale universitario di Pitié-Salpêtrière, dove ha lavorato per 30 anni dalla sua nomina a professore nel 1976 fino alle sue dimissioni nel 2006, presidente del consiglio scientifico del fondo nazionale di solidarietà per l'autonomia e presidente delegato dell'Istituto FIA, organo della Federazione internazionale automobilistica. Il professor Saillant è direttore del UFR 965, che ha 23 laboratori, dell'Sorbonne Université.
Saillant è anche presidente e membro fondatore del Institut du cerveau et de la moelle épinière (istituto del cervello e del midollo spinale - ICM). L'ICM è un centro di ricerca internazionale, aperto il 24 settembre 2010, che consente a 600 ricercatori, ingegneri e tecnici di svolgere le proprie ricerche sulle malattie di colonna vertebrale, cervello (Alzheimer, Parkinson, autismo, epilessia ...) e midollo spinale (paraplegia, tetraplegia ...). L'Istituto del cervello e del midollo spinale è una fondazione riconosciuta di pubblica utilità.
È uno specialista in medicina dello sport. È stato consigliere del Ministro dello sport francese e della Federazione francese degli sport motoristici. È stato inoltre medico ufficiale della squadra olimpica francese ai Giochi Olimpici del 1984, 1988 e 1992. La sua vasta esperienza nella medicina dello sport lo ha portato a operare sportivi di fama internazionale come, tra i più noti, il pilota tedesco di Formula 1 Michael Schumacher, il calciatore brasiliano Ronaldo o il giocatore di rugby neozelandese Dan Carter. In segno di gratitudine, Ronaldo gli dedica persino due gol durante la Coppa del Mondo nel 2002. A seguito del suo infortunio del 13 febbraio 2008, è stato operato per la terza volta, sempre da Saillant, al ginocchio. L'operazione di Dan Carter riguardava una parziale rottura del tendine di Achille contratto con la maglia dell'USP durante la partita contro lo Stade Français del 31 gennaio 2009.
Nel giugno 2007, ha accettato di collaborare con il chirurgo Éric Rolland che viene allora nominato nuovo direttore medico del PSG.
È co-sponsor di Les Voiles de St-Barth 2014.

## Pubblicazioni
- Jacques Rodineau, Gérard Saillant, Arthroscopie thérapeutique en traumatologie du sport, Masson, 2005 ISBN 2294065026.
- Jacques Rodineau, Gérard Saillant, La lésion ligamentaire périphérique récente, Masson, 2003 ISBN 2294015673.
- Jacques Rodineau, Gérard Saillant, Actualités des tendinopathies et bursopathies des membres inférieurs, Masson, 2001 ISBN 2294008685.
- Gérard Saillant, J.-P. Bénazet, Le polytraumatisé le polyfracturé, Masson, 1998 ISBN 2840231689.
- Jacques Rodineau, Gérard Saillant, Pathologie traumatique du membre supérieur chez le sportif, Masson, 1997 ISBN 2225831041.

| Controllo di autorità | VIAF (EN) 68146332815318731275 · ISNI (EN) 0000 0000 2286 4580 · LCCN (EN) n82070385 · BNF (FR) cb119233077 (data) |